# جشنواره فیلم کن ۲۰۰۹
شصت و دومین دوره جشنواره فیلم کن از تاریخ ۱۳ تا ۲۴ مه ۲۰۰۹ در شهر کن در جنوب فرانسه برگزار شد. ایزابل هوپر هنرپیشه فرانسوی رئیس هیئت داوران این دوره بود. در تاریخ ۱۹ مارس ۲۰۰۹ اعلام شد که فیلم پویانمایی بالا به عنوان فیلم افتتاحیه انتخاب شده‌است. این برای اولین بار در تاریخ جشنواره بود که یک فیلم پویانمایی سه بعدی به عنوان فیلم افتتاحیه به نمایش در آمد.

در این دوره جشنواره، در مجموع بیست فیلم در بخش مسابقه برای به دست آوردن نخل طلا به رقابت پرداختند که در نهایت فیلم روبان سفید ساخته میشائیل هانکه برنده نخل طلای این دوره شد.

## فیلم‌های بخش مسابقه
فیلم‌های فهرست زیر برای کسب نخل طلا این دوره رقابت کردند.
| نام فیلم                   | نام اصلی                                       | کارگردان          | کشور      |
| -------------------------- | ---------------------------------------------- | ----------------- | --------- |
| ضدمسیح                     |                                                | لارس فون تریه     | دانمارک   |
| ستاره فروزان               |                                                | جین کمپیون        | بریتانیا  |
| آغوش‌های گسسته              | Los abrazos rotos                              | پدرو آلمودوار     | اسپانیا   |
| Butchered                  | Kinatay                                        | بریانته مندوزا    | فیلیپین   |
| به خلأ وارد شو             | Soudain le vide                                | گاسپار نوئه       | فرانسه    |
| صورت                       | Visage                                         | سای مینگ-لیانگ    | تایوان    |
| تنگ ماهی                   |                                                | آندریا آرنولد     | بریتانیا  |
| حرامزاده‌های لعنتی          |                                                | کوئنتین تارانتینو | آمریکا    |
| در آغاز                    | À l'origine                                    | زاویر جیانولی     | فرانسه    |
| در جستجوی اریک             |                                                | کن لوچ            | بریتانیا  |
| Map of the Sounds of Tokyo | Mapa de los sonidos de Tokyo                   | ایزابل کوشت       | اسپانیا   |
| یک پیامبر                  | Un prophète                                    | ژاک اودیار        | فرانسه    |
| تب بهاری (فیلم ۲۰۰۹)       | 春风沉醉的晚上 Chūn fēng chén zuì de wǎn shàng | Lou Ye            | چین       |
| به‌دست آوردن وودستاک        |                                                | انگ لی            | آمریکا    |
| عطش                        | 박쥐 Bakjwi                                    | پارک چان-ووک      | کره جنوبی |
| زمانی که می‌ماند            | الزمن الباقی                                   | ایلیا سلیمان      | فلسطین    |
| علف‌های وحشی                | Les herbes folles                              | آلن رنه           | فرانسه    |
| Vincere                    |                                                | مارکو بلوکیو      | ایتالیا   |
| انتقام (فیلم ۲۰۰۹)         | 復仇                                           | جانی تو           | هنگ کنگ   |
| روبان سفید                 | Das weiße Band                                 | میشائل هانکه      | اتریش     |

## هیئت داوران
| - ایزابل هوپر، هنرپیشه فرانسوی (رئیس) - آزیا آرجنتو، هنرپیشه ایتالیایی - نوری بیلگه جیلان، کارگردان ترکیه‌ای - لی چانگ-دونگ، کارگردان کره حنوبی - جیمز گری، کارگردان آمریکایی - حنیف قریشی، نویسنده بریتانیایی - شو کی، هنرپیشه تایوانی - رابین رایت، هنرپیشه آمریکایی - شارمیلا تاگور، هنرپیشه هندی | - جان بورمن، کارگردان انگلیسی (رئیس) - برتران بونلو، کارگردان فرانسوی - فرید بوغدیر، کارگردان تونسی - لئونور سیلویرا، هنرپیشه پرتغالی - جانگ تسییی، هنرپیشه و مدل چینی | - پائولو سورنتینو، کارگردان ایتالیایی (رئیس) - اوما دا چونا، مدیر هنری و مشاور تولید هندی - ژولی گیه، هنرپیشه و تهیه‌کننده فرانسوی - پیرس هندلینگ، مدیر جشنواره فیلم تورنتو - مریت کاپلا، روزنامه‌نگار سوئدی |

## جوایز

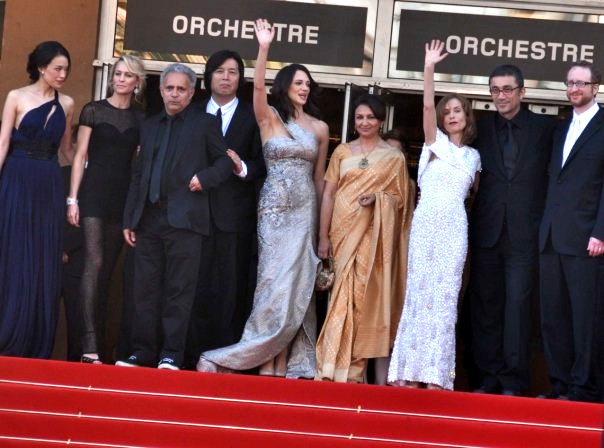
اعضای هیئت داوران بخش مسابقه

برندگان بخش‌های مختلف جشنواره فیلم کن ۲۰۰۹ به شرح زیر بودند:
- نخل طلا – روبان سفید اثر میشائیل هانکه[۱۱]
- جایزه بزرگ (جشنواره فیلم کن) – یک پیامبر اثر ژاک اودیار[۱۱]
- جایزه بهترین کارگردان (جشنواره فیلم کن) – بریانته مندوزا برای Kinatay[۱۱]
- جایزه هیئت داوران (جشنواره فیلم کن)[۱۱]
  - عطش اثر پارک چان-ووک
  - تنگ ماهی اثر آندریا آرنولد
- جایزه بهترین فیلم‌نامه – تب بهاری (فیلم ۲۰۰۹) اثر Lou Ye[۱۱]
- جایزه بهترین بازیگر نقش اول زن – شارلوت گنزبور برای ضدمسیح[۱۱]
- جایزه بهترین بازیگر نقش اول مرد – کریستوف والتس برای حرامزاده‌های لعنتی[۱۱]
- جایزه یک عمر دستاورد کاری – آلن رنه[۱۱]
- نخل طلایی فیلم کوتاه آرنا اثر ژوآو سالاویزا[۱۱]
- فیلم کوتاه - تفاوت ویژه – مرد شش دلار و نیمی اثر لوئیس سوترلند[۱۱]
- جایزه برای کارهای نو و نگاهی نو – دندان نیش اثر یورگوس لانتی‌موس[۱۲]
- نوعی نگاه – جایزه هیئت داوران – پلیس، صفت اثر کورنلیو پورومبوی[۱۲]
- نوعی نگاه – جایزه ویژه هیئت داوران[۱۲]
  - کسی از گربه‌های ایرانی خبر نداره اثر بهمن قبادی
  - پدر بچه‌هایم اثر میا هانسن-لووه
- سینه فونداسیون[۱۳]
  - جایزه اول - بابا اثر زوزانا کیرشنروا
  - جایزه دوم - بدرود اثر فنگ سونگ
  - جایزه سوم - دیپلم اثر یائله کایام، نامائه یو جیپ و جو سونگ-هی
- دوربین زرین - سامسون و دلیله by وارویک تورونتون[۱۱][۱۴][۱۵]
- دوربین زرین - تفاوت ویژه - عجمی اثر اسکندر قبطی[۱۴]